# Allers illustrerede Konversationsleksikon
Allers illustrerede Konversationsleksikon er et dansk leksikon, som blev udgivet i 6 bind. Leksikonet blev redigeret Carl Julius Aller og George Lütkin. Værket udkom fra 1892 til 1899.

## Udgaver
- Allers illustrerede Konversationsleksikon : 1. 1892
- Allers illustrerede Konversationsleksikon : 2. 1892
- Allers illustrerede Konversationsleksikon : 3. 1895
- Allers illustrerede Konversationsleksikon : 4. 1897
- Allers illustrerede Konversationsleksikon : 5. 1898
- Allers illustrerede Konversationsleksikon : 6. 1863

| Sprog og litteratur | Spire Denne artikel om litteratur er en spire som bør udbygges. Du er velkommen til at hjælpe Wikipedia ved at udvide den. |